# Viktōr Klōnaridīs
Viktōr Ntorian Klōnaridīs (in greco Βίκτωρ Ντοριάν Κλωναρίδης?; Seraing, 28 luglio 1992) è un calciatore belga con cittadinanza greco, centrocampista o attaccante svincolato.

## Palmarès

### Club

#### Competizioni nazionali
- Coppa di Grecia: 1

Panathīnaïkos: 2013-2014
- Campionato greco: 1

AEK Atene: 2017-2018